# (352760) Tesorero
(352760) Tesorero est un astéroïde de la ceinture principale.

## Description
(352760) Tesorero est un astéroïde de la ceinture principale. Il fut découvert le 24 octobre 2008 à La Cañada par Juan Lacruz. Il présente une orbite caractérisée par un demi-grand axe de 2,40 UA, une excentricité de 0,18 et une inclinaison de 2,6° par rapport à l'écliptique.

## Compléments